# Saint-Sornin (Charente)
Saint-Sornin è un comune francese di 846 abitanti situato nel dipartimento della Charente, nella regione della Nuova Aquitania.

## Società

### Evoluzione demografica
Abitanti censiti